# Chuck Yeager's Air Combat
Chuck Yeager's Air Combat è un simulatore di volo prodotto dalla Electronic Arts nel 1991 per i sistemi MS-DOS e Mac OS. Il nome deriva dalla consulenza tecnica che Chuck Yeager ha fornito durante la realizzazione del videogioco. Inoltre la sua voce digitalizzata (in inglese) incoraggia il giocatore prima delle missioni e si complimenta a fine missione.

## Modalità di gioco
Il gioco è caratterizzato da un corretto bilanciamento tra la parte d'azione e la parte di simulazione. Il modello fisico degli aeroplani è realistico ma non esasperato, quindi Chuck Yeager's Air Combat può essere classificato come simulatore di volo più che come videogioco d'azione. Il realismo non è esasperato, alcuni particolari sono stati tralasciati per rendere il videogioco più interessante. Per esempio in un combattimento aereo reale dopo alcune raffiche gli aeroplani finiscono le munizioni mentre nel videogioco la frequenza di proiettili per raffica è stata notevolmente ridotta per aumentare il numero di raffiche sparabili dal giocatore.
Per aiutare il nuovo giocatore molte semplificazioni possono essere attivate, come le munizioni infinite, il carburante infinito o una guida semplificata. Un Chuck Yeager virtuale può essere attivato per ricevere dei suggerimenti.
All'inizio del videogioco si attiva un meccanismo anticopia che verifica la presenza del manuale. Il gioco mostra delle domande sugli aeroplani che sono inserite nel manuale con le risposte corrette.
La versione per Mac OS è dotata di una grafica migliore a risoluzione più elevata, supporto del network in rete e le scene migliori possono essere salvate come filmati QuickTime. Inoltre dopo aver risposto correttamente una volta alla procedura anticopia questo viene salvato nella cartelle del videogioco e al successivo riavvio del gioco la domanda anticopia non viene più posta.

## Aeroplani
Il videogioco permette di utilizzare sei aeroplani: P-51D Mustang, F-86E Sabre, F-4E Phantom II, Fw 190A-8, il sovietico MiG-15 'Fagot' e MiG-21MF 'Fishbed'.  Il computer invece potrà utilizzare: Me 109E, Me 110B, Me-163B Komet, Me-262 Schwalbe , P-47D Thunderbolt, Yak-9, MiG-17MF 'Fresco' e F-105D Thunderchief come velivoli nemici, mentre i B-17E, B-29C, B-52 e L-5 sono aerei da proteggere o da abbattere a seconda della missione.

## Modalità di volo
Diverse modalità di volo sono disponibili: Volo libero, che prevede la scelta del velivolo e il volo in zone non ostili; Crea missione, che viene utilizzata dal giocatore per allenarsi scegliendo un certo numero di aerei nemici con un certo grado di difficoltà; Volo storico, questa modalità permette di scegliere un certo numero di missioni della Seconda guerra mondiale, della guerra di Corea e della guerra del Vietnam.

### Missioni storiche
Tutte le missioni sono basate su missioni aeree avvenute realmente durante le varie guerre. Le missioni possono essere missioni di bombardamento, missioni di scorta, di combattimento aereo e altro. Non sono comunque incluse missioni storiche come per esempio il D-Day, Pearl Harbor o la Battaglia d'Inghilterra.